# Municipio V (2013)
Pour l’article homonyme, voir Municipio V (2001-2013).
Le  Municipio V, dit Prenestino / Centocelle, est une subdivision administrative de Rome, située dans l'est de la ville.

## Historique
Il est créé en mars 2013 par la fusion des anciens Municipi VI et VII.

## Subdivisions
Il est divisé en douze zones urbanistiques :
- 6a - Torpignattara
- 6b - Casilino
- 6c - Quadraro
- 6d - Gordiani
- 7a - Centocelle
- 7b - Alessandrina
- 7c - Tor Sapienza
- 7d - La Rustica
- 7e - Tor Tre Teste
- 7f - Casetta Mistica
- 7g - Centro Direzionale Centocelle
- 7h - Omo

## Politique et administration

### Municipalité
Le municipio est dirigé par un président et un conseil de 24 membres élus au suffrage direct pour cinq ans.

### Présidents
| Période     | Nom                | Parti politique        |
| ----------- | ------------------ | ---------------------- |
| 2013-2016   | Giammarco Palmieri | Parti démocrate        |
| 2016-2021   | Giovanni Boccuzzi  | Mouvement cinq étoiles |
| depuis 2021 | Mauro Caliste      | Parti démocrate        |